# Sulcoribula laticuspidata
Sulcoribula laticuspidata är en kvalsterart som beskrevs av Hammer 1971. Sulcoribula laticuspidata ingår i släktet Sulcoribula och familjen Astegistidae. Inga underarter finns listade i Catalogue of Life.